# Endoneure
L'endoneure és un teixit conjuntiu laxe que es troba entre els grups de fibres nervioses dins del nervi. Està constituït per líquid endoneural, cèl·lules (fibroblasts, macròfags, etc.) i per fibrilles de col·lagen I i III. Entremig de l'endoneure hi ha vasos sanguinis.
L'endoneure limita amb la leptomeninge del sistema nerviós central.